# Élections régionales de 2021 à La Réunion
Pour un article plus général, voir Élections régionales françaises de 2021.
Les élections régionales de 2021 à La Réunion ont lieu les 20 et 27 juin afin de renouveler les membres du conseil régional de la région française de La Réunion.

## Contexte régional

### Conseil régional sortant
| Président du conseil régional        |       |       |      |                      |
| Didier Robert (OR)                   |       |       |      |                      |
| Parti                                | Sigle | Sigle | Élus | Groupes              |
| Majorité (30 sièges)                 |       |       |      |                      |
| Union des démocrates et indépendants |       | UDI   | 10   | RéunionNous          |
| Divers droite                        |       | DVD   | 10   | RéunionNous          |
| Les Républicains                     |       | LR    | 6    | RéunionNous          |
| Objectif Réunion                     |       | OR    | 3    | RéunionNous          |
| Divers écologistes                   |       | DVÉ   | 1    | RéunionNous          |
| Opposition (15 sièges)               |       |       |      |                      |
| Pour La Réunion                      |       | PLR   | 4    | Le Rassemblement     |
| Parti socialiste                     |       | PS    | 1    | Le Rassemblement     |
| Mouvement citoyen réunionnais        |       | MCR   | 1    | Le Rassemblement     |
| Union démocratique pour Saint-André  |       | UDSA  | 1    | Le Rassemblement     |
| La République en marche              |       | LREM  | 3    | La Réunion en marche |
| France Réunion Avenir                |       | FRA   | 1    | Réunion Avenir       |
| Divers gauche                        |       | DVG   | 1    | Réunion Avenir       |
| Le Progrès                           |       | LP    | 2    | Progrès 974          |
| La Politique autrement               |       | LPA   | 1    | Non-inscrits         |

## Système électoral

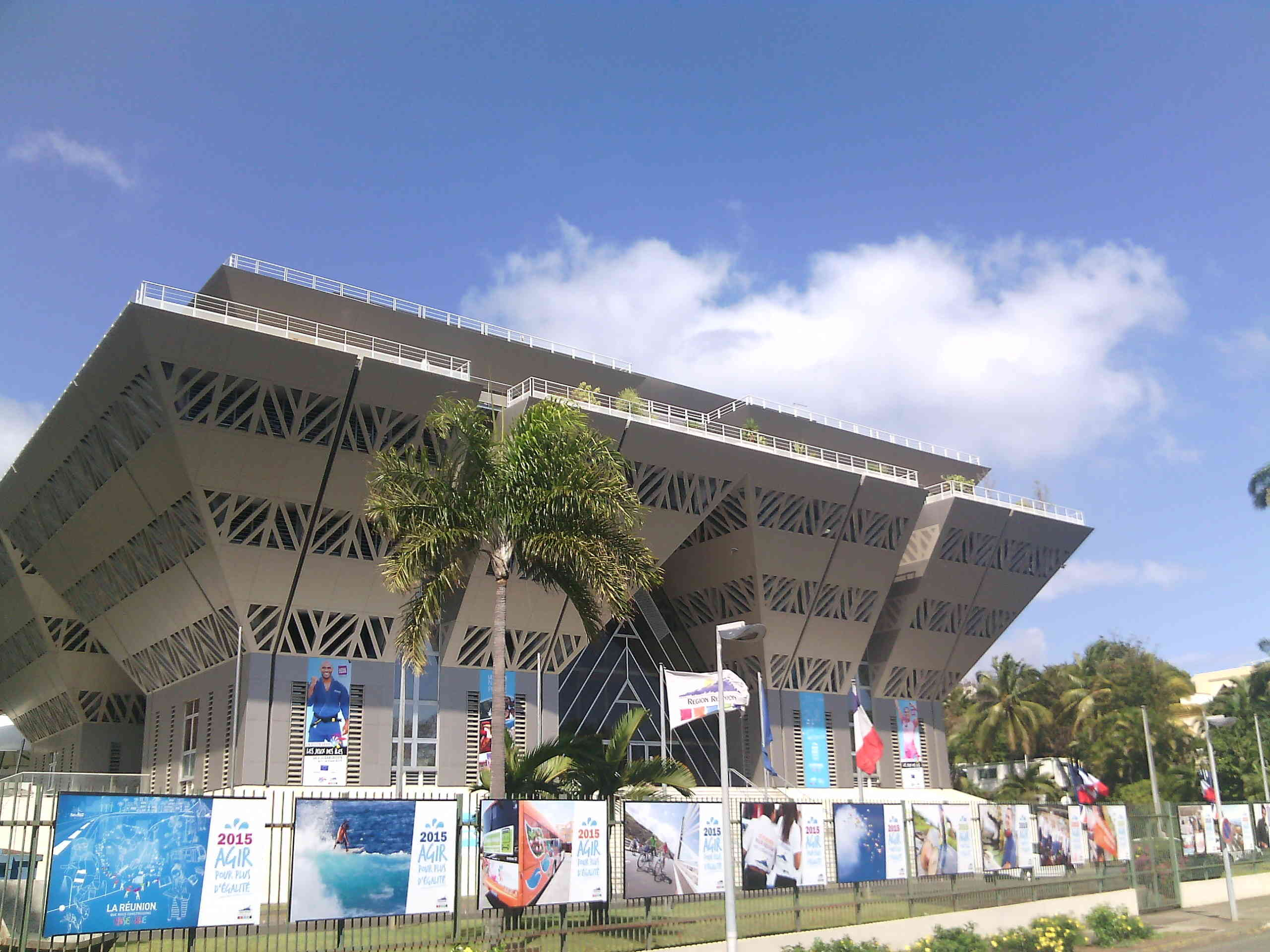
L’hôtel de région à Saint-Denis de La Réunion, couramment appelé la Pyramide inversée en raison de sa forme architecturale.

Le conseil régional de La Réunion est doté de 45 sièges pourvus pour six ans selon un système mixte à finalité majoritaire. Il est fait recours au scrutin proportionnel plurinominal mais celui-ci est combiné à une prime majoritaire de 25 % des sièges attribuée à la liste arrivée en tête, si besoin en deux tours de scrutin. Les électeurs votent pour une liste fermée de candidats, sans panachage ni vote préférentiel. Les listes doivent respecter la parité en comportant alternativement un homme et une femme.
Au premier tour, la liste ayant obtenu la majorité absolue des suffrages exprimés remporte la prime majoritaire, et les sièges restants sont répartis à la proportionnelle selon la règle de la plus forte moyenne entre toutes les listes ayant franchi le seuil électoral de 5 % des suffrages exprimés, y compris la liste arrivée en tête.
Si aucune liste n'a recueilli la majorité absolue, un second tour est organisé entre toutes les listes ayant obtenu au moins 10 % des suffrages exprimés au premier tour. Les listes ayant obtenu au moins 5 % peuvent néanmoins fusionner avec les listes pouvant se maintenir. La répartition des sièges se fait selon les mêmes règles qu'au premier tour, la seule différence étant que la prime majoritaire est attribuée à la liste arrivée en tête, qu'elle ait obtenu ou non la majorité absolue.

## Campagne

### Lutte ouvrière (LO)
Comme en 2015, Jean-Yves Payet, conseiller agricole de profession, est désigné tête de liste de Lutte ouvrière pour ces élections.

### Citoyens de La Réunion en action (CREA)
En août 2020, Vanessa Miranville, maire de La Possession, annonce sa candidature aux élections régionales à La Réunion. Elle présente en février 2021 un programme axé sur l'écologie et la démocratie participative, proposant notamment une révision de l'octroi de mer, l'augmentation du nombre de logements sociaux et une consultation citoyenne sur la fin du chantier de la nouvelle route du Littoral, porté par la région.

### Pour La Réunion (PLR)
En avril 2021, Huguette Bello annonce sa candidature à la tête d'une liste unissant les partis Pour La Réunion, La France insoumise et Croire et Oser. Pour le second tour, elle fédère autour d'elle les candidatures d'Ericka Bareigts (PS) et de Patrick Lebreton (DVG).

### Ansanm
En octobre 2020, Olivier Hoarau, maire du Port, annonce sa candidature aux élections régionales de 2021 à La Réunion après avoir pris ses distances avec Huguette Bello, maire de Saint-Paul et présidente du PLR,. Il quitte par la suite le PLR et lance un mouvement, Ansam.

### Europe Écologie Les Verts (EÉLV)
Pour ces élections, Jean-Pierre Marchau dirige la liste des partis Europe Écologie Les Verts, Génération écologie, Place publique et Pour que l’Écologie rassemble la Gauche.

### Parti socialiste (PS)
Après plusieurs mois de tergiversations, Ericka Bareigts, maire de Saint-Denis et ancienne ministre des Outre-mer sous la présidence de François Hollande, officialise en avril 2021 sa candidature aux élections régionales,, soutenue par le Parti socialiste, le Parti communiste réunionnais, Génération.s et Banian. Comme elle l'avait annoncé, elle fusionne sa liste avec celle conduite par Huguette Bello pour le second tour.

### Divers gauche (DVG)
En avril 2021, Patrick Lebreton annonce sa candidature aux élections régionales. Il fusionne sa liste avec celle conduite par Huguette Bello pour le second tour.

### Objectif Réunion (OR) – Les Républicains (LR)
En mars 2021, Didier Robert, président du conseil régional depuis 2010, annonce sa candidature à un troisième mandat pour ces élections, soutenu par Les Républicains et le Mouvement radical.

### Divers droite – Rassemblement des citoyens réunionnais (RCR)
Philippe Cadet se porte candidat aux élections régionales, rejoint notamment par le peintre Richard Riani et le mouvement Rassemblement des citoyens réunionnais.

### Coopération pour le développement de la France (CDF)
Corinne de Flore est à la tête de la liste de son micro-parti, Coopération pour le développement de la France.

### Rassemblement national (RN)
En mai 2021, Joseph Rivière officialise sa candidature à la tête de la liste du Rassemblement national aux élections régionales.

## Sondages

### Premier tour
| Sondeur | Date                  | Panel | LO    | PLR   | Ansanm | EÉLV    | PS-PCR   | DVG      | CREA       | CDF      | OR-LR  | DVD   | RN      |
| Sondeur | Date                  | Panel | Payet | Bello | Hoarau | Marchau | Bareigts | Lebreton | Miranville | de Flore | Robert | Cadet | Rivière |
| ------- | --------------------- | ----- | ----- | ----- | ------ | ------- | -------- | -------- | ---------- | -------- | ------ | ----- | ------- |
| Sondeur | Date                  | Panel |       |       |        |         |          |          |            |          |        |       |         |
| Sagis   | 29 mai au 4 juin 2021 | 500   | 0,5   | 22,5  | 7      | 2       | 23,5     | 8        | 8,5        | 0,5      | 24     | 2     | 1,5     |

En gras sur fond coloré, la liste arrivée en tête ; en gras, les listes pouvant se qualifier pour le second tour.

## Résultats
|                          |                          |                          |              |              |             |               |        |               |  |  |  |  |  |  |
| Tête de liste            | Tête de liste            | Liste                    | Premier tour | Premier tour | Second tour | Second tour   | Sièges | +/-           |  |  |  |  |  |  |
| Tête de liste            | Tête de liste            | Liste                    | Voix         | %            | Voix        | %             | Sièges | +/-           |  |  |  |  |  |  |
|                          | Didier Robert            | OR-LR-MR                 | 71 799       | 31,09        | 141 745     | 48,15         | 16     | 13            |  |  |  |  |  |  |
|                          | Huguette Bello           | PLR-LFI-CO               | 47 899       | 20,74        | 152 639     | 51,85         | 29     | 13            |  |  |  |  |  |  |
|                          | Ericka Bareigts          | PS-PCR-G·s-Ba            | 42 682       | 18,48        | 152 639     | 51,85         | 29     | 13            |  |  |  |  |  |  |
|                          | Patrick Lebreton         | DVG                      | 17 977       | 7,78         | 152 639     | 51,85         | 29     | 13            |  |  |  |  |  |  |
|                          | Vanessa Miranville       | CREA                     | 22 879       | 9,91         |             |               | 0      | en stagnation |  |  |  |  |  |  |
|                          | Olivier Hoarau           | Ansanm                   | 9 800        | 4,24         | 0           | en stagnation |        |               |  |  |  |  |  |  |
|                          | Philippe Cadet           | DVD-RCR                  | 6 107        | 2,64         | 0           | en stagnation |        |               |  |  |  |  |  |  |
|                          | Jean-Pierre Marchau      | EÉLV-GÉ-PP-PERG          | 4 632        | 2,01         | 0           | en stagnation |        |               |  |  |  |  |  |  |
|                          | Joseph Rivière           | RN                       | 4 012        | 1,74         | 0           | en stagnation |        |               |  |  |  |  |  |  |
|                          | Jean-Yves Payet          | LO                       | 2 627        | 1,14         | 0           | en stagnation |        |               |  |  |  |  |  |  |
|                          | Corinne de Flore         | CDF                      | 506          | 0,22         | 0           | en stagnation |        |               |  |  |  |  |  |  |
|                          |                          |                          |              |              |             |               |        |               |  |  |  |  |  |  |
| Suffrages exprimés       | Suffrages exprimés       | Suffrages exprimés       | 230 919      | 94,72        | 294 384     | 94,71         |        |               |  |  |  |  |  |  |
| Votes blancs             | Votes blancs             | Votes blancs             | 6 158        | 2,53         | 8 065       | 2,59          |        |               |  |  |  |  |  |  |
| Votes nuls               | Votes nuls               | Votes nuls               | 6 710        | 2,75         | 8 376       | 2,69          |        |               |  |  |  |  |  |  |
| Total                    | Total                    | Total                    | 243 787      | 100          | 310 825     | 100           | 45     | en stagnation |  |  |  |  |  |  |
| Abstentions              | Abstentions              | Abstentions              | 424 830      | 63,56        | 357 929     | 53,52         |        |               |  |  |  |  |  |  |
| Inscrits / Participation | Inscrits / Participation | Inscrits / Participation | 668 617      | 36,44        | 668 754     | 46,48         |        |               |  |  |  |  |  |  |

## Analyse et conséquences
La Réunion est la seule région à basculer de droite à gauche lors de ce scrutin en France. Avec la Martinique et la Guyane, auparavant dirigées par des régionalistes, elle est également l'une des trois collectivités à connaître une alternance,.

## Suites
Afin d'éviter une trop grande proximité avec les deux tours des élections présidentielle et législatives d'avril et juin 2027, le mandat des conseillers régionaux élus en 2021 est exceptionnellement prolongé à six ans et neuf mois. Les prochaines élections auront par conséquent lieu en 2028 au lieu de 2027.